# Neoglyphidodon crossi
Neoglyphidodon crossi är en fiskart som beskrevs av Allen 1991. Neoglyphidodon crossi ingår i släktet Neoglyphidodon och familjen Pomacentridae. Inga underarter finns listade i Catalogue of Life.
Exemplaren blir upp till 13 cm långa. Vuxna djur har en enhetlig brun färg. Ungar har däremot orange och blåa mönster på kroppen.
Arten förekommer i havet i Sydostasien från östra Java och Sulawesi till västra Nya Guinea. Den vistas i regioner som ligger 2 till 12 meter under havsytan. Individerna hittas nära klippor, korallrev och laguner. De lever vanligen ensam. Födan utgörs av alger och smådjur.
För beståndet är inga hot kända. Neoglyphidodon crossi är i lämpliga habitat talrik. IUCN listar arten som livskraftig (LC).